# 이온교환수지

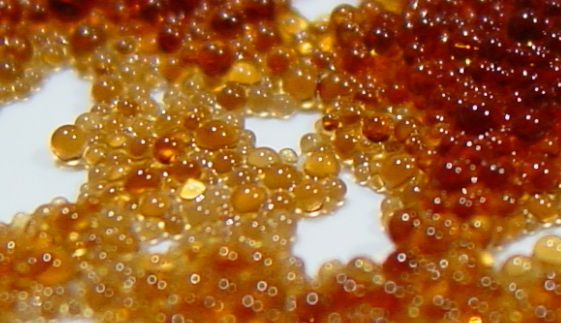
이온교환수지 비드

이온교환수지(영어: ion-exchange resin)는 이온 교환을 위한 매개체 역할을 하는 수지나 중합체이다. 고분자 자신이 강산성기(强酸性基)나 강염기성기를 작용기로 가지며, 단순히 기계적 강도를 이용한 재료로서가 아닌 작용하는 고분자로서 이용되고 있는 것에 이온교환수지나 이온교환막(交換膜)이 있다. 이러한 것들의 작용은 생물체 내에서 각종 대사시(代謝時)에 이루어지는 세포막의 작용과 비교되는 흥미 깊은 것이다.
디비닐벤젠으로 가교(架橋)한 폴리스티렌수지를 농황산과 반응시키고, 산성기로서의 설폰기를 가지게 한 수지를 식염 등을 함유하고 있는 물에 넣으면, 수지 중의 설폰산의 수소 이온(H+)과 식염수 중의 나트륨 이온(Na+)이 교환된다. 또 이와 같은 수지에 4급 암모늄염기라고 하는 염기성의 원자단을 가지게 한 것은 염소 이온(Cl–)과 같은 음이온과 수지 중의 수산 이온(OH–)을 교환한다. 이와 같은 작용을 하는 수지를 이온교환수지라고 하며, 전자와 같은 수지를 양이온 교환수지, 후자와 같은 수지를 음이온 교환수지라고 한다. 이 밖에 이온교환수지에는 산성기와 염기성기 양쪽을 모두 갖는 것이 있는데, 이것을 양성(兩性) 이온교환수지라고 한다.
이온교환수지의 작용을 이용하여 양이온 교환수지와 음이온 교환수지를 채워 넣은 탑에 염을 함유한 물을 통과시키면 염을 구성하는 이온은 제각기 각 수지에 흡수되어 순수한 물이 얻어진다. 이와 같은 장치를 정수장치(淨水裝置)라고 한다. 이온을 흡수한 수지를 각각 산과 알칼리로 씻어내면 양이온 교환수지는 수소 이온(H+)을 함유한 산형으로 되고 음이온 교환수지는 수산 이온(OH–)을 함유한 염기형으로 된다. 재생된 수지는 재차 이온을 흡수하여 탈염이 되는 것이다. 현재 이와 같은 이온교환수지를 이용한 정수장치(淨水裝置)는 물의 전기분해용수나 고압기관용수(高壓汽罐用水) 등의 공장용수를 비롯하여, 원자로 용수 등 많은 분야에 이용되고 있다.

## 같이 보기
- 이온 교환